# Charlie Freeman
Bản mẫu:Infobox cricketer
Charles Redfearn Freeman (22 tháng 8 năm 1887 – 17 tháng 3 năm 1956) là một cầu thủ bóng đá người Anh. Các câu lạc bộ đã thi đấu bao gồm Chelsea và Gillingham. Tại Chelsea ông cũng làm công tác huấn luyện và người chăm sóc sân.
Freeman sinh ra ở Overseal, Derbyshire.  Ông từng thi đấu một trận first-class cricket cho Derbyshire trước Northamptonshire vào tháng 7 năm 1911 khi có 3 và 4 runs.  Freeman là một batsman tay phải.
Freeman mất tại Fulham, Luân Đôn lúc 78 tuổi.